# Per Thunarf
Per Thunarf, född 15 mars 1941, död 26 september 2014, var en svensk organist och pianist. Per Thunarf utbildades ursprungligen till pianist med Olga Sjukova som lärare.
Han tjänstgjorde i Klara kyrka i Stockholm i mer än 30 år och lämnade sin befattning i juni 2008.

## Priser och utmärkelser
- 1996 – Ceciliapriset